# Theromyia pegnai
Theromyia pegnai är en tvåvingeart som beskrevs av Artigas 1970. Theromyia pegnai ingår i släktet Theromyia och familjen rovflugor. Inga underarter finns listade i Catalogue of Life.